# Luís Augusto de Oliveira Franco
Luís Augusto de Oliveira Franco ComA foi um administrador colonial português que exerceu o cargo de Governador interino no antigo território português subordinado a Macau de Timor-Leste, como Capitão de Infantaria, entre 18 de Março de 1918 e 1 de Abril de 1919, tendo sido antecedido por José Machado Duarte Júnior e sucedido por Manuel José de Meneses Fernandes Costa, e como Encarregado do Governo entre 14 de Fevereiro e 11 de Junho de 1921, tendo sido antecedido por Manuel Paulo de Sousa Gentil e sucedido por Manuel José de Meneses Fernandes Costa.
A 5 de Outubro de 1935, no posto de Major, foi feito Comendador da Ordem Militar de Avis.